# Marcelino Sánchez
Marcelino Sánchez, född 5 december 1957 i Cayey, Puerto Rico, död 21 november 1986 i Los Angeles, Kalifornien, var en amerikansk skådespelare mest känd för sin roll som Rembrandt i filmen The Warriors (1979). Han medverkade även bland annat i 48 timmar.